# Eotapinoma compacta
Eotapinoma compacta (лат.) — ископаемый вид муравьёв рода Eotapinoma из подсемейства долиходерины (Dolichoderinae). Сахалинский янтарь, Россия, средний эоцен, возраст находки 43—47 млн лет (первоначально возраст находки определялся как палеоцен).

## Описание
Мелкие муравьи. Длина тела до 3,5 мм, длина головы 0,77 мм, длина груди до 1 мм. Голова с округлыми углами, субпрямоугольная. Антенны в целом 12-члениковые. Проподеум округлый. Стебелёк между грудкой и брюшком состоит из одного петиолюса без чешуйки. Видовое название E. compacta происходит от латинского слова compacta (плотная). Название рода Eotapinoma основано на морфологическом сходстве с родом Tapinoma. Один из древнейших представителей подсемейства долиходерины.
Вид был впервые описан в 1988 году советским и российским мирмекологом профессором Геннадием Михайловичем Длусским (1937—2014).